# Bleeding Me
Bleeding Me è un brano musicale del gruppo musicale statunitense Metallica, settima traccia del sesto album in studio Load, pubblicato il 4 giugno 1996.

## Descrizione
Secondo l'allora bassista Jason Newsted, il brano parla di una persona alle prese con problemi mentali. Ne esistono due versioni, quella sull'album ed un'altra di durata minore (circa 5-6 minuti), destinata alla promozione radiofonica. L'edizione radio presentava parti strumentali accorciate, e un finale affidato ad un assolo di chitarra.
Nonostante non fosse uscito come singolo, verso la metà del 1997 venne trasmesso frequentemente nelle radio statunitensi e raggiunse la sesta posizione nella Mainstream Rock Airplay nello stesso anno.

## Tracce
Testi e musiche di James Hetfield, Lars Ulrich e Kirk Hammett.
1. Bleeding Me (Edited Version) – 5:57
2. Bleeding Me (Full Version) – 8:18

## Formazione
- James Hetfield – chitarra, voce
- Kirk Hammett – chitarra
- Jason Newsted – basso
- Lars Ulrich – batteria, percussioni